# Самадхи (гробница)
Сама́дхи, также — сама́дх, сама́дхи-манди́р — гробница с прахом святого или великого человека в индуизме. Самадхи воздвигаются с целью создания места поклонения ушедшему святому и с целью усилить памятование о нём у верующих, живущих в месте расположения самадхи или приезжающих туда.

## История
Согласно научным данным, самадхи не существовали в ведийской культуре и их история началась с египетских пирамид и их мумий. В Индии самадхи впервые появились в виде буддийских ступ. Позднее, этот способ захоронения святых стал практиковаться в вайшнавизме. Первый индуистский самадхи был построен в XII веке для великого вайшнавского ачарьи Рамануджи, основателя Шри-сампрадаи. Однако, вплоть до XV века эта практика не получила широкого распространения и большинство вайшнавских святых просто подвергались кремации. Важность самадхи в значительной степени возросла во времена индийского святого и религиозного реформатора Чайтаньи (1486—1534) и позднее. Первым самадхи бенгальских вайшнавов был пушпа-самадхи, куда были помещены волосы Чайтаньи, сбритые во время принятия им санньясы. Этот самадхи расположен в городе Катве (Западная Бенгалия) и носит название кеш-самадхи («власяного самадхи»). Другими важными гаудия-вайшнавскими самадхи являются самадхи Джагая и Мадхая (также расположенный в Катве) и самадхи Чханда Кази в Маяпуре. В XVI веке многие святые вайшнавы подверглись кремации, а их пепел — погребению, из-за опасения осквернения самадхи со стороны мусульман.

## Виды самадхи
Существуют три основные вида самадхи: содержащие всё тело святого, пушпа-самадхи (цветочные самадхи) и смрити-самадхи (памятные самадхи). Считается, что все три типа самадхи обладают одинаковой духовной силой. Также существует четвёртый вид самадхи, грантха-самадхи, используемый исключительно в гаудия-вайшнавизме и содержащий редкие священные манускрипты. Стандартные самадхи, в которые помещают тело святого, сооружаются в святых местах индуизма. Традиционно, если кто-то умирал от укуса змеи, или от инфекционного заболевания, то его тело не подвергалось захоронению или кремации, а опускалось в воды священной Ганги или Ямуны.

### Пушпа-самадхи
В пушпа-самадхи помещаются цветы последней гирлянды, которую носил святой перед тем, как его тело поместили в самадхи. Пушпа-самадхи не воздвигают в том же месте, где находится основной самадхи с телом святого, а сооружают в других святых местах. Самадхи, в который помещают пепел или кости святого, также относится к категории пушпа-самадхи. Часть пепла или костей от кремированного тела помещаются в самадхи после совершения соответствующих ведийских ритуалов и хранятся в золотой, серебряной, медной или глиняной урне.

### Смрити-самадхи
Другим, более редким видом самадхи являются смрити-самадхи (самадхи памяти). В переводе с санскрита слово смрити означает «память». В смрити-самадхи помещают какие-то личные вещи святого. В индуизме, всё, чем пользовалась святая личность, считается достойным поклонения, в то время как личные принадлежности обычного человека считаются осквернёнными и обычно сжигается или выбрасывается после его смерти.
Традиция строительства смрити-самадхи возникла из идеи о том, что любой объект, связанный с возвышенной святой личностью, содержит в себе духовную энергию этой личности. Об этом говорит Шива в «Падма-пуране» в беседе со своей супругой Парвати: «О Деви, среди всех форм поклонения высочайшим является поклонение Вишну. Но даже выше этого — поклонение всем вещам, принадлежащим Вишну». К этим вещам принадлежат мурти одной из форм Бога, гуру и святых, а также все вещи, используемые ими, такие как асаны, джапа-малы, книги, одежда, обувь, посохи и т. д. Также Кришнадаса Кавираджа описывает в «Чайтанья-чаритамрите», как раджа Пури Пратапарудра, получив верхнюю одежду Чайтаньи, начал поклоняться ей как не отличной от самого Чайтаньи. Внутри смрити-самадхи можно обнаружить практически любой предмет, как-то связанный со святым, включая его волосы, зубы, одежду, обувь, посох, очки, шейные бусы, кольца, фотографию или землю с места его рождения.
Например, около основного самадхи кришнаитского святого Дживы Госвами в Храме Радхи-Дамодары во Вриндаване находится смрити-самадхи с его посохом. В давние времена, на ваишнава-паломника иногда нападал тигр и съедал его. Поскольку тело исчезало, ученики или родственники могли основать смрити-самадхи для увековечения памяти об этом преданном. Также во Вриндаване находится смрити-самадхи, в котором вайшнавы поклоняются зубу святого Гададхары Пандита.
В гаудия-вайшнавизме, одной из разновидностей смрити-самадхи являются нама-самадхи. Согласно гаудия-вайшнавскому богословию, «имя Бога или его чистого преданного обладает тем же самым могуществом, что и они сами». Поскольку не существует разницы между именем святого вайшнава и его телом, то возводятся нама-самадхи, чтобы помнить и поклоняться святому. Чтобы устроить нама-самадхи, имя святого вырезают на гранитной или мраморной плите и помещают её в святом месте.

### Грантха-самадхи
Один из самых известных грантха-самадхи находится во Вриндаване, рядом с самадхи кришнаитского святого и богослова Санатаны Госвами. Согласно легенде, в нём, запечатанные в железном сейфе или в каменном ящике, зарыты в земле сокровенные и эзотерические писания таких выдающихся вайшнавских богословов, как Санатана Госвами, Рупа Госвами и Джива Госвами. Они были величайшими знатоками санскрита и обладали большими познаниями ведийской литературы. Кришнаитские святые Шриниваса Ачарья, Шьямананда и Нароттама Даса вывезли оригинальные манускрипты госвами из Вриндавана в Бенгалию и Ориссу, с целью распространить их там. Позднее, Шьямананда скопировал оригинальные тексты и отправил их назад во Вриндавану, где Джива Госвами, полагая, что невозможно должным образом сохранить эти требующие бережного обращения рукописи, построил для их хранения грантха-самадхи.